# 外無双
外無双（そとむそう）とは、相撲の日本相撲協会制定決まり手八十二手、捻り手のひとつである。自分の右（左）手で相手の右（左）脚の膝の外側を払いながら相手の差手を抱えて捻り倒す技。10年に1度出るか出ないかといわれるが、旭鷲山がたまに決めていた。古くは二子岳が使っていた。
当決まり手は、次の事例以降、令和6年までは1度も出ていない。
- 関取の取組：平成10年11月場所10日目　○旭鷲山－朝乃若×　（幕内）
- 幕下以下の取組：平成14年1月場所3日目　○大恩児－大平山×　（序二段）

相撲の決まり手や禁じ手を紹介する花相撲の定番演目である初切では、完全には決まらないが外無双を披露するシーンがある。

## 高無双
高無双（たかむそう）は当てる手が腿の高い位置である外無双。日本相撲協会制定決まり手八十二手には入ってない。
決まり手制定以前の取組において、「高無双」として報道・記録された取組は次の通り。
- 昭和5年1月場所2日目　○和歌嶌－宮城山×
- 昭和9年1月場所4日目　○磐石（十両）－若瀬川×（幕内）

## レスリング・格闘技における外無双
立ち技での外無双は相撲と大差はないが、レスリングではお互いが膝立ち状態になり膠着する場面があり、これを打破するために膝立ちからの外無双が有効で、これで勝敗が決する場面もしばしば見られる。
柔道の背負落や一本背負投にも外無双を使った技がある。